# 9241 Rosfranklin
9241 Rosfranklin (1997 PE6) là một tiểu hành tinh vành đai chính được phát hiện ngày 10 tháng 8 năm 1997 bởi J. Broughton ở Reedy Creek.